# Джерово
Дже́рово (болг. Джерово) — село в Кирджалійській області Болгарії. Входить до складу общини Кирково.

## Населення
За даними перепису населення 2011 року у селі проживали 335 осіб, усі — болгари.
Розподіл населення за віком у 2011 році:
Динаміка населення: